# Charles Pierce
Charles Pierce (*14 de julio de 1926, Watertown, Nueva York – † 31 de mayo de 1999, Toluca Lake, California, Estados Unidos) fue un actor y comediante de varieté, famoso por sus imitaciones de divas de la pantalla grande como Bette Davis y Joan Crawford.
Desarrolló su carrera entre 1950 y 1990, en clubes y teatros de varieté en Pasadena, San Francisco, Miami Beach, Hollywood, Londres y Nueva York haciéndose famoso por sus imitaciones de Mae West, Katharine Hepburn, Tallulah Bankhead, Carol Channing, Shirley Temple y Bette Davis.
Su actuación en el Dorothy Chandler Pavilion en Los Ángeles en 1982 donde exhibió su galería de personajes fue filmada.
Aparece en el film Torch Song Trilogy, en el documental de 1988, Gay voices, gay legends y en Stardust: The Bette Davis Story de 2006